# Vandalia-Kolonie

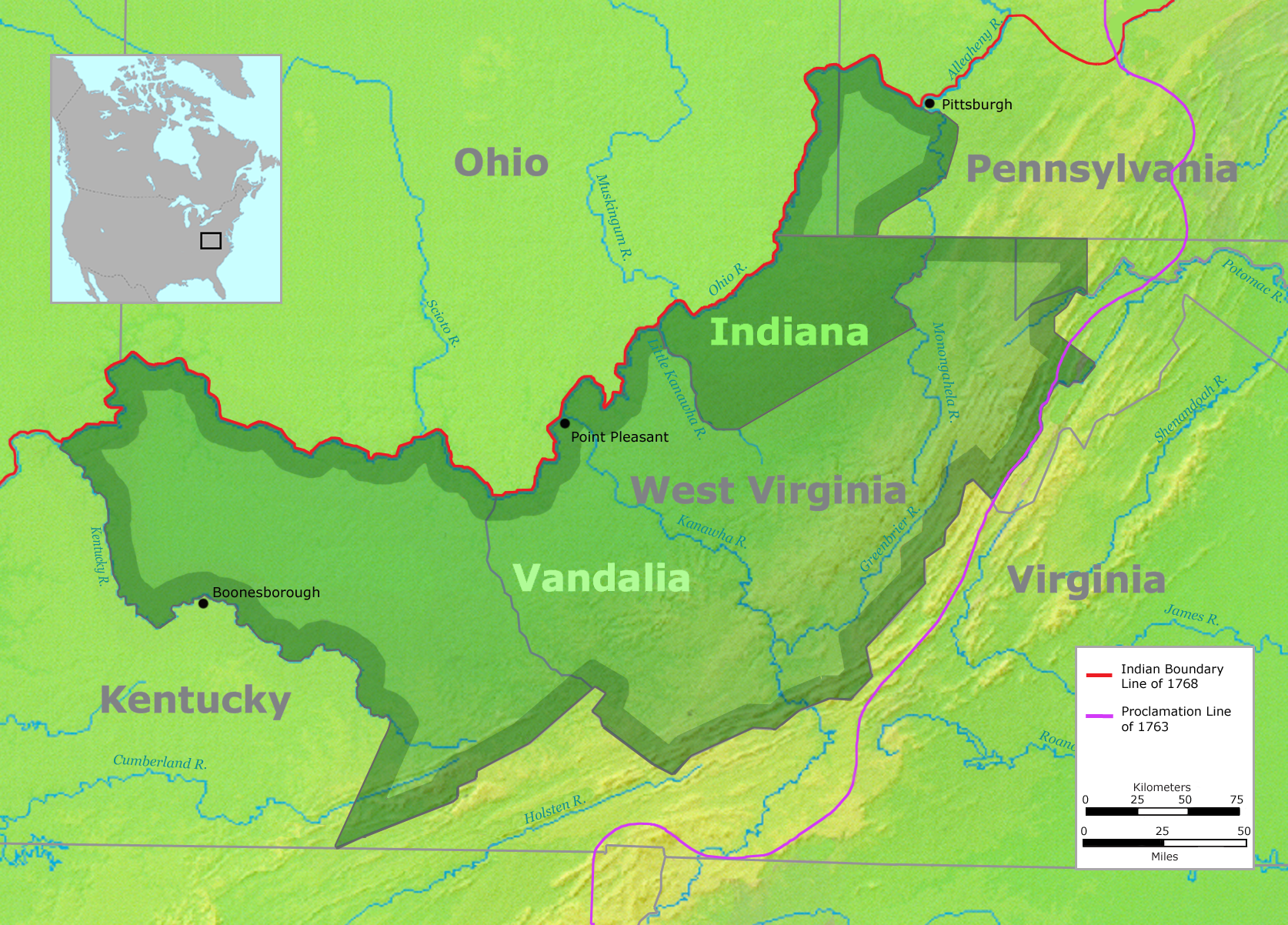
Gebiet der geplanten Vandalia-Kolonie um 1770.

Mit Vandalia-Kolonie wird eine geplante vierzehnte britische Kolonie in Nordamerika bezeichnet, die westlich der Allegheny Mountains südlich des Ohio Rivers lag. Das Gebiet der neuen Kolonie umfasste große Teile der späteren US-Bundesstaaten West Virginia und des östlichen Kentuckys. Point Pleasant in West Virginia sollte die Hauptstadt von Vandalia werden. Obwohl die Kolonie niemals realisiert wurde, war die Planung typisch für Landspekulationen, die in England und Nordamerika des 18. Jahrhunderts grassierten. Zu den Befürwortern des Projekts gehörten so bekannte Persönlichkeiten wie Benjamin Franklin.
Der Plan entstand aus einem mit Indiana bezeichneten Landangebot der Sechs Nationen an eine Gruppe von Händlern aus Pennsylvania im Jahr 1768, um sie für Verluste im Pontiac-Aufstand zu entschädigen. Samuel Wharton und William Trent, Agenten der Indiana Company, fuhren im Frühjahr 1769 nach England und bekamen das Einverständnis des Königs für die Landübernahme. Am 27. Dezember 1769 wurde die Grand Ohio Company gegründet, die schließlich 1772 die Genehmigung zum Kauf eines zusätzlichen Gebiets von etwa 20 Millionen Acres (ca. 8100 km) südlich des Ohio Rivers bis zur Einmündung des Scioto Rivers erhielt.
Die neue Kolonie wurde Vandalia genannt und sollte nach dem Muster der anderen dreizehn Kolonien eine eigene Regierung bekommen. Obwohl viele Gesellschafter der Grand Ohio Company hohe Positionen in der britischen Hierarchie innehatten, besaß das Projekt einflussreiche Gegner, besonders aus Kreisen mit rivalisierenden spekulativen Interessen in Virginia, die das gleiche Gebiet für sich beanspruchten. Im Jahr 1773 schien die Gründung der Kolonie kurz bevorzustehen, als Feindseligkeiten ausbrachen, die zum Amerikanischen Unabhängigkeitskrieg führten. Damit endeten alle Hoffnungen auf einen baldigen Erfolg. 1781 versuchten Wharton und andere Gleichgesinnte, den Kongress in ihrem Sinne zu überzeugen, doch schließlich überstimmte eine starke Opposition die Bestrebungen zur Gründung von Vandalia.